# Trojitá
Trojitá je svobodný e-mailový klient podporující protokoly IMAP a SMTP. Program byl vyvinut pomocí knihovny Qt C++. Cílem autorů je vyvinout rychlého a multiplatformového e-mailového klienta za použití otevřených standardů, který využívá dostupných systémových zdrojů efektivním způsobem.
Program Trojitá umožňuje spravovat kontakty ve formátu abook, který poprvé zavedl textový program abook addressbook program.
Na podzim 2012 se program Trojitá stal součástí komunity KDE.

## Historie
Program Trojitá začínal jako cvičný projekt Jana Kundráta, když studoval programování. Během jeho studií se program Trojitá stal tématem autorovy bakalářské a diplomové práce. Pro Kundrátově promoci se projekt stal součástí KDE komunity, kde získal nové vývojáře a byl přeložen do 33 jazyků.
Od roku 2012 se Trojitá účastnila dvou kol soutěží Google Code-In a Google Summer of Code. Od roku 2016 do programu Trojitá přispělo svými příspěvky více než šedesát vývojářů.